# Quincas Berro d'Água
Quincas Berro D'Água é um filme brasileiro de 2010, do gênero comédia, dirigido por Sérgio Machado e com roteiro baseado no livro A Morte e a Morte de Quincas Berro d'Água, do escritor Jorge Amado.

## Sinopse
O roteiro é baseado em uma das melhores obras da maturidade de Jorge Amado. A ação acontece na capital baiana, Salvador. Uma multidão de amigos - vagabundos, mulheres de virtudes fáceis, mocassins e bêbados - espera seu líder em antecipação ao próximo feriado. Mas, pela vontade do destino, o ex-funcionário público morre sozinho em sua cama devido ao abuso de álcool. Representantes de boêmios que resistem ao domínio da burguesia não entendem que a alma de sua empresa - os Quincas - pode morrer e deixá-los entregues à própria sorte. Incapaz de aceitar a perda de seu rei, em vez de um funeral triste, amigos o levam para o meio de uma diversão ao vivo, bêbado, como se ele ainda estivesse vivo. Como resultado de aventuras noturnas, o herói encontra sua verdadeira morte no mar.

## Elenco
- Paulo José como Joaquim Soares da Cunha (Quincas Berro d'Água)
- Mariana Ximenes como Vanda Soares da Cunha
- Vladimir Brichta como Leonardo
- Irandhir Santos como Cabo Martim
- Luis Miranda como Pé de Vento
- Flávio Bauraqui como Pastinha
- Frank Menezes como Curió
- Milton Gonçalves como Delegado Morais
- Ângelo Flávio como Zico

Participações especiais
- Marieta Severo como Manuela
- Walderez de Barros como Tia Marisa
- Germano Haiut como Tio Adalberto
- Carla Ribas como Otacília
- Othon Bastos como Alonso
- Érico Brás como Agenor
- Gisele Matamba como Benedita
- Dois Mundos como Miguel Charuto
- Luis Pepeu como Mestre Manuel
- Débora Santiago como Marilene
- Luisa Proserpio como Norminha
- Lyu Arisson como Shirley
- Maria Menezes como Lolita
- Olga Machado como Moema
- Valderez Teixeira como Ana

## Produção
O diretor do filme, Sérgio Machado, observou em uma entrevista que o filme não é apenas sobre a misteriosa morte de Quincas, mas também sobre seus amigos: os pobres, bêbados, anormais - sobre aqueles que vemos nas ruas, mas nos quais não temos interesse. O diretor comparou seu filme a uma ópera bufa, já que o acompanhamento musical caracteriza os personagens.

## Recepção
Segundo o crítico Inácio Araújo, da Folha de S.Paulo, enquanto o romance de espontaneidade de Jorge Amado supera possíveis limitações do conceito "Macumba Lazer» (macumba para turista ), com sua idealização da vida do cidadão comum, essa adaptação cinematográfica finge transformar Salvador em um apêndice de Hollywood, ao qual o cinema brasileiro obedece, tentando impressionar e descartar do que deveria falar. Em outras palavras, uma boa imagem não cumpre a tarefa mais importante de esclarecer problemas.

### Prêmios e indicações
| Ano  | Festival                                          | Categoria                | Nomeações                             | Resultado |
| ---- | ------------------------------------------------- | ------------------------ | ------------------------------------- | --------- |
| 2010 | Prêmio Contigo! de Cinema Nacional                | Melhor Filme             | Melhor Filme                          | Indicado  |
| 2010 | Prêmio Contigo! de Cinema Nacional                | Melhor Direção           | Sérgio Machado                        | Indicado  |
| 2010 | Prêmio Contigo! de Cinema Nacional                | Melhor Ator              | Paulo José                            | Indicado  |
| 2010 | Prêmio Contigo! de Cinema Nacional                | Melhor Atriz Coadjuvante | Marieta Severo                        | Indicado  |
| 2010 | Prêmio Contigo! de Cinema Nacional                | Melhor Ator Coadjuvante  | Luís Miranda                          | Indicado  |
| 2010 | Prêmio Contigo! de Cinema Nacional                | Melhor Figurino          | Kika Lopes                            | Indicado  |
| 2010 | Prêmio Contigo! de Cinema Nacional                | Melhor Trilha Sonora     | Beto Villares                         | Indicado  |
| 2011 | Festival de Cinema de Países de Língua Portuguesa | Melhor Direção de Arte   | Adrian Cooper                         | Venceu    |
| 2011 | Grande Prêmio do Cinema Brasileiro                | Melhor Ator              | Paulo José                            | Indicado  |
| 2011 | Grande Prêmio do Cinema Brasileiro                | Melhor Atriz             | Marieta Severo                        | Indicado  |
| 2011 | Grande Prêmio do Cinema Brasileiro                | Melhor Roteiro Adaptado  | Sérgio Machado                        | Indicado  |
| 2011 | Grande Prêmio do Cinema Brasileiro                | Melhor Fotografia        | Toca Seabra                           | Indicado  |
| 2011 | Grande Prêmio do Cinema Brasileiro                | Melhor Direção de Arte   | Adrian Cooper                         | Venceu    |
| 2011 | Grande Prêmio do Cinema Brasileiro                | Melhor Figurino          | Kika Lopes                            | Venceu    |
| 2011 | Grande Prêmio do Cinema Brasileiro                | Melhor Maquiagem         | Marisa Amenta                         | Indicado  |
| 2011 | Grande Prêmio do Cinema Brasileiro                | Melhor Efeitos Visuais   | Luciano Neves                         | Indicado  |
| 2011 | Grande Prêmio do Cinema Brasileiro                | Melhor Som               | Alessandro Laroca, Armando Torres Jr. | Indicado  |
| 2011 | Grande Prêmio do Cinema Brasileiro                | Melhor Trilha Sonora     | Beto Villares                         | Indicado  |
| 2011 | Prêmio Guarani de Cinema Brasileiro               | Melhor Figurino          | Kika Lopes                            | Indicado  |
| 2011 | Prêmio Guarani de Cinema Brasileiro               | Melhor Maquiagem         | Marisa Amenta                         | Venceu    |
| 2011 | Prêmio Guarani de Cinema Brasileiro               | Melhor Direção de Arte   | Adrian Cooper                         | Venceu    |